# الماسونية في سوريا
الماسونية في سوريا بدأت عام 1748 مع إنشاء محفل في حلب على يد السير ألكسندر دراموند. على مر القرون، ظهرت محافل ماسونية مختلفة واندثرت بسبب التغيرات السياسية والاجتماعية. وعلى الرغم من المعارضة وحظرها عام 1965، كان للماسونيين تأثير كبير على الثقافة والسياسة السورية، وساهموا في جهود الاستقلال والإصلاحات الاجتماعية.

## التاريخ
في 3 فبراير 1748، أسس السير ألكسندر دراموند، القنصل البريطاني لدى الدولة العثمانية، محفل ماسوني في حلب، لكنه لم يستمر طويلاً. لاحقًا، افتتح كل من المحفل الكبير لإيطاليا وفرنسا محافل في دمشق في ستينيات القرن التاسع عشر، لكنها اختفت بحلول نهاية القرن. في أبريل 1868، أسس الوالي العثماني محمد رشيد باشا محفل "الملك سليمان" بدعم من المحفل الكبير في اسكتلندا. كانت معظم هذه المحافل تقع شرق الجامع الأموي. وفي عام 1879، أُسس محفل "سوريا" في حي القنوات الراقي تحت إشراف المحفل الكبير لإيطاليا حتى عام 1890. في عام 1898، افتُتح محفل "نور دمشق" بدعم من المحفل الكبير في اسكتلندا في منطقة مئذنة الشحم، وظل نشطًا حتى بداية الحرب العالمية الأولى عام 1914.

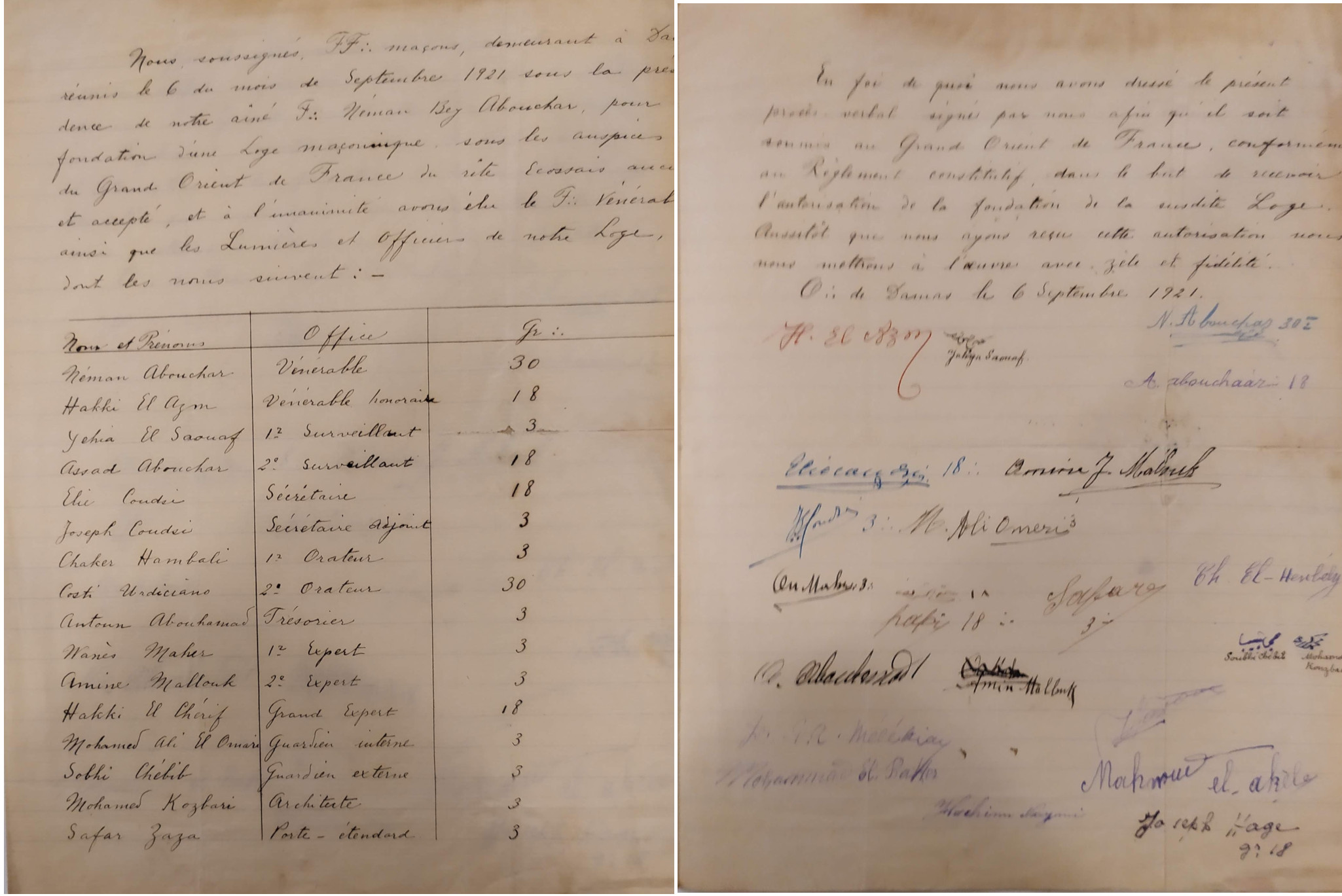
هذه الوثيقة المكتوبة بخط اليد باللغة الفرنسية بتاريخ 6 سبتمبر 1921 تحدد دستور محفل جديد يسمى "سوريا"، والمرتبط بـ"المحفل الكبير الشرقي لفرنسا" في دمشق، وتُدرج أسماء الأعضاء المؤسسين مع مناصبهم.

في القرن العشرين، أنشأ المحفل الكبير في اسكتلندا محفل "النور" في دمشق عام 1909، ثم أسس المحفل الكبير في فرنسا محفل "قاسيون" عام 1922 ومحفل "سوريا" آخر عام 1924. لاحقًا، أنشأ المحفل الكبير في نيويورك محفل "إبراهيم الخليل" في نفس العام. وفي عام 1928، تأسس محفل "الإسعاف" في دمشق كامتداد للماسونية المصرية. كما تأسست محافل أخرى في مدن سورية منها: حلب، حمص، حماة، اللاذقية، أناب، الإسكندرونة، وأنطاكية، وكانت معظمها تحت رعاية المحفل الكبير لإيطاليا.
كان الأمير عبد القادر الجزائري من أوائل أعضاء التنظيم في مصر عام 1864، وشجع اثنين من أبنائه، محمد ومحيي الدين، على تأسيس أول محفل في دمشق. لاحقًا، انضم العديد من النخب إلى التنظيم، وأسفرت اجتماعاتهم عن قرارات حاسمة، مثل إعلان الاستقلال السوري عن الدولة العثمانية عام 1918.
في الثلاثينيات، بدأ استخدام اللغة العربية كلغة رسمية دون وجود أعضاء أجانب، بالإضافة إلى تمييز ملابسهم عن ملابس المحافل الأوروبية الأخرى. في 23 أبريل 1935، استنتجوا أهمية إنهاء الانتداب الفرنسي، إنشاء جيش وطني، والسعي للانضمام إلى عصبة الأمم. في فبراير 1937، أفاد الصحفي وجيه بيضون بأن بعض المحافل قبلت أعضاءً دون تسجيل رسمي، وطالبت برسوم قبول ضخمة، في حين أن بعض هؤلاء الأعضاء كانوا فاسدين ولديهم تعاملات تجارية غير قانونية. في عام 1938، أفاد تقرير آخر من علي ناصر الدين بأن بعض زملائه الماسونيين يعتمدون على الغرب. فضل الماسونيون السوريون الانضمام إلى المحافل الاسكتلندية بدلاً من المحافل الإنجليزية أو الفرنسية التي دعمت الانتداب في الشام. في 13 أبريل 1935، أسس الموالون للغرب "المحفل الكبير السوري الشرقي". وفي الوقت نفسه، أسس الوطنيون بقيادة عطا الأيوبي "المحفل الكبير لسوريا" تحت ميثاق المحفل الكبير في اسكتلندا، لمواجهة المحفل الآخر. ضم المحفل الكبير لسوريا سبع محافل في دمشق: الإيمان، والأمل، والتوفيق، والأندلس، والنهضة، والإتحاد، واليرموك، لكن تم إجباره على الإغلاق في عام 1940 بأوامر من المفوض السامي هنري دينتز.
في الأربعينيات، اعتبر الإخوان المسلمون الماسونيين أعداءهم الرئيسيين لأنهم تمسكوا بالعلمانية. بعد الاستقلال السوري، تم إنشاء "محفل سوريا ولبنان" في عام 1949، مع ثلاثة محافل أصغر تعرف باسم أمية في دمشق، وخالد بن الوليد والعروبة في حمص. بين عامي 1948 و1957، أصبح الماسونيون غير شعبيين بعد حرب فلسطين، حيث رفضت الصحف تغطية أنشطتهم، وبدأ بعض الأعضاء في إخفاء انتماءاتهم الماسونية.
خلال الجمهورية العربية المتحدة، دمر الماسونيون وثائقهم، حيث كانوا حذرين من جمال عبد الناصر الذي اتهمهم بعلاقات مع دول أجنبية. كما كان كل من عبد الحميد السراج وأكرم الحوراني، بآرائهم الاشتراكية الراديكالية، من أهم المعارضين للماسونيين، مدعين أنهم كانوا سبب الفقر في سوريا والهزيمة الكارثية في حرب فلسطين. في النهاية، تم حظر الماسونية في سوريا من قبل حزب البعث خلال رئاسة أمين الحافظ في 9 أغسطس 1965 باعتبارها "جمعية سرية غير قانونية"، بعد القبض على الجاسوس الإسرائيلي إيلي كوهين.

## المساهمات
ساهم الماسونيون في محافل نور دمشق وقاسيون في تعريب كلية الطب بجامعة دمشق، وتمويل نشر الكتب والمجلات الأكاديمية. كما أسسوا المعهد الموسيقي العربي في دمشق وجمعية الهلال الأحمر السوري عام 1923. أنشأوا مستشفى لمرضى السل في حي ركن الدين، والذي تم منحه لاحقًا للسلطات السورية عام 1936، وساهموا في بناء مستشفى المواساة الجامعي قرب المزة القديمة عام 1958.

## الطقوس
كان يُسمح للمسلمين بأداء قسمهم على القرآن الكريم، والمسيحيين على الكتاب المقدس، بينما لم يُقبل الملحدون في المحافل. كان على الماسونيين تقبيل النصوص المقدسة، وكان الحرف "G"، في إشارة إلى الله، محورًا رئيسيًا في جميع اجتماعات محفل الشرق. كما تضمنت الاجتماعات عزف النشيد الوطني السوري "حماة الديار" منذ عام 1936، ورفع علم الاستقلال ذو النجوم الثلاث، الذي يمثل المناطق الثلاث الكبرى خلال الثورة السورية الكبرى. كانت المحافل مسجلة رسميًا، وتدفع الضرائب بانتظام وتقدم ميزانياتها السنوية لوزارة المالية. للتحصل على العضوية، يتعين على المتقدمين تقديم شهادة حسن سيرة وسلوك من وزارة العدل تثبت خلو سجلهم من الجرائم. ومع ذلك، كان المحافل تميل إلى الحفاظ على سرية مداولاتها، ولهذا السبب قامت بطرد الصحفي نجيب الريس في عام 1925، بعد أن كشف عن بعض محتويات الاجتماعات.

## أبرز الشخصيات

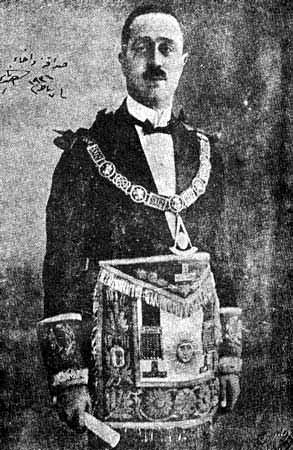
أحمد نامي مرتديًا الزي الماسوني الكامل في عام 1925

- الأمير عبد القادر الجزائري
- إبراهيم هنانو
- أحمد نامي
- أديب الشيشكلي
- بهيج الخطيب
- توفيق شامية
- جميل الألشي
- جميل مردم بك
- حافظ الأسد
- حسن الحكيم
- حسني البرازي
- حقي العظم
- حنا مالك
- رضا سعيد
- رؤوف الأيوبي
- سعيد الغزي
- شاكر الحنبلي
- شكيب أرسلان
- صبحي بركات
- عادل أرسلان
- عبد الرحمن الشهبندر
- عبد الرحمن يوسف
- عطا الأيوبي
- فارس الخوري
- فوزي سلو
- لطفي الحفار
- محمد سعيد الجزائري
- مدحت باشا
- مصطفى الشهابي
- واثق بك العظم
- وجيه الحفار
- يوسف الحكيم